# Laval-sur-Vologne
Laval-sur-Vologne è un comune francese di 640 abitanti situato nel dipartimento dei Vosgi nella regione del Grand Est.

## Società

### Evoluzione demografica
Abitanti censiti